# Saint-Martin-d'Arc
Saint-Martin-d'Arc is een gemeente in het Franse departement Savoie (regio Auvergne-Rhône-Alpes) en telt 359 inwoners (2005). De plaats maakt deel uit van het arrondissement Saint-Jean-de-Maurienne.

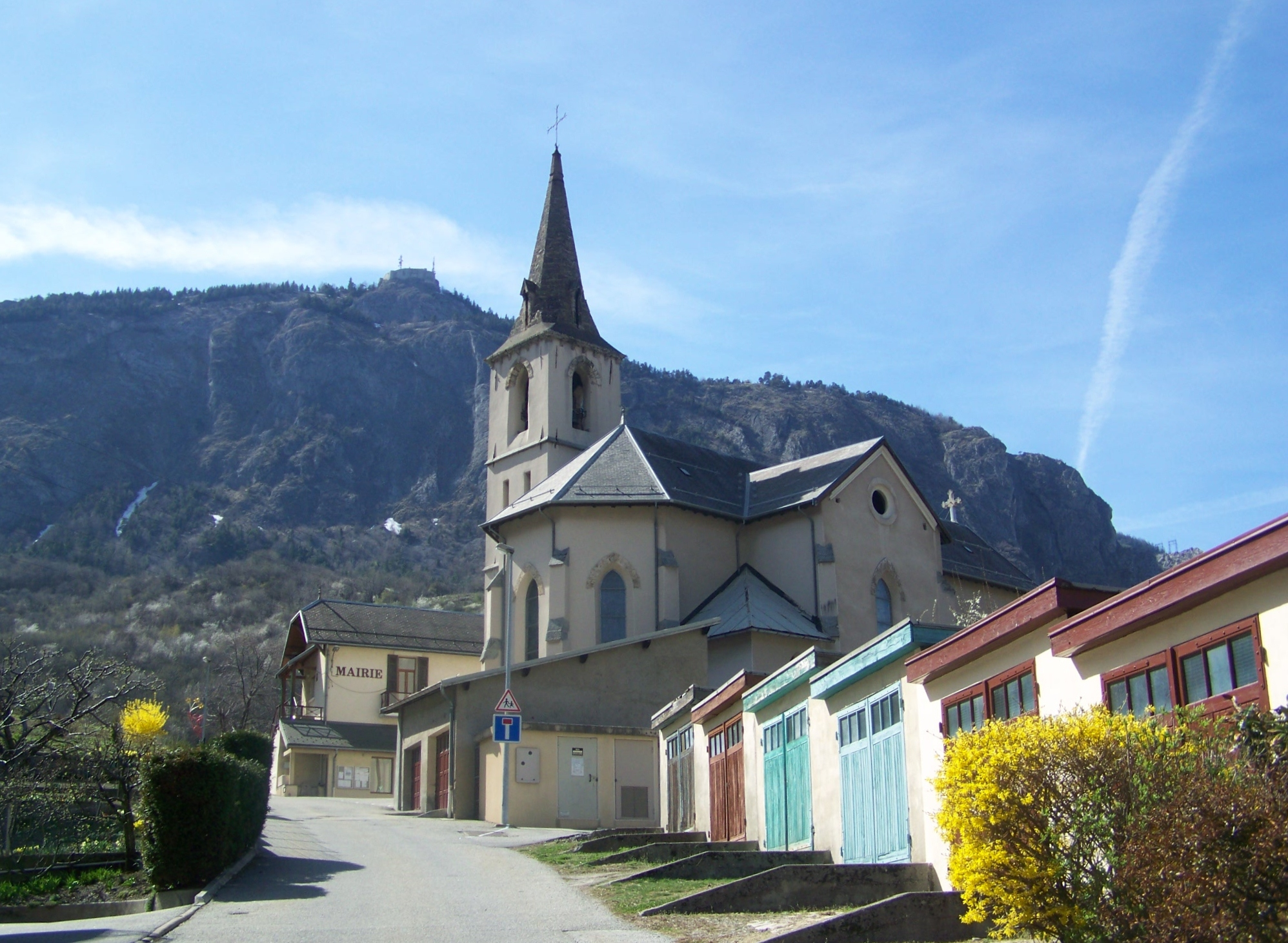
Kerk en gemeentehuis
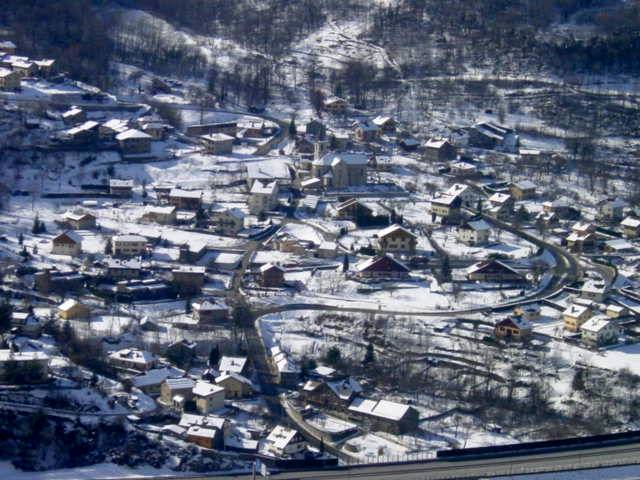
Saint-Martin-d'Arc
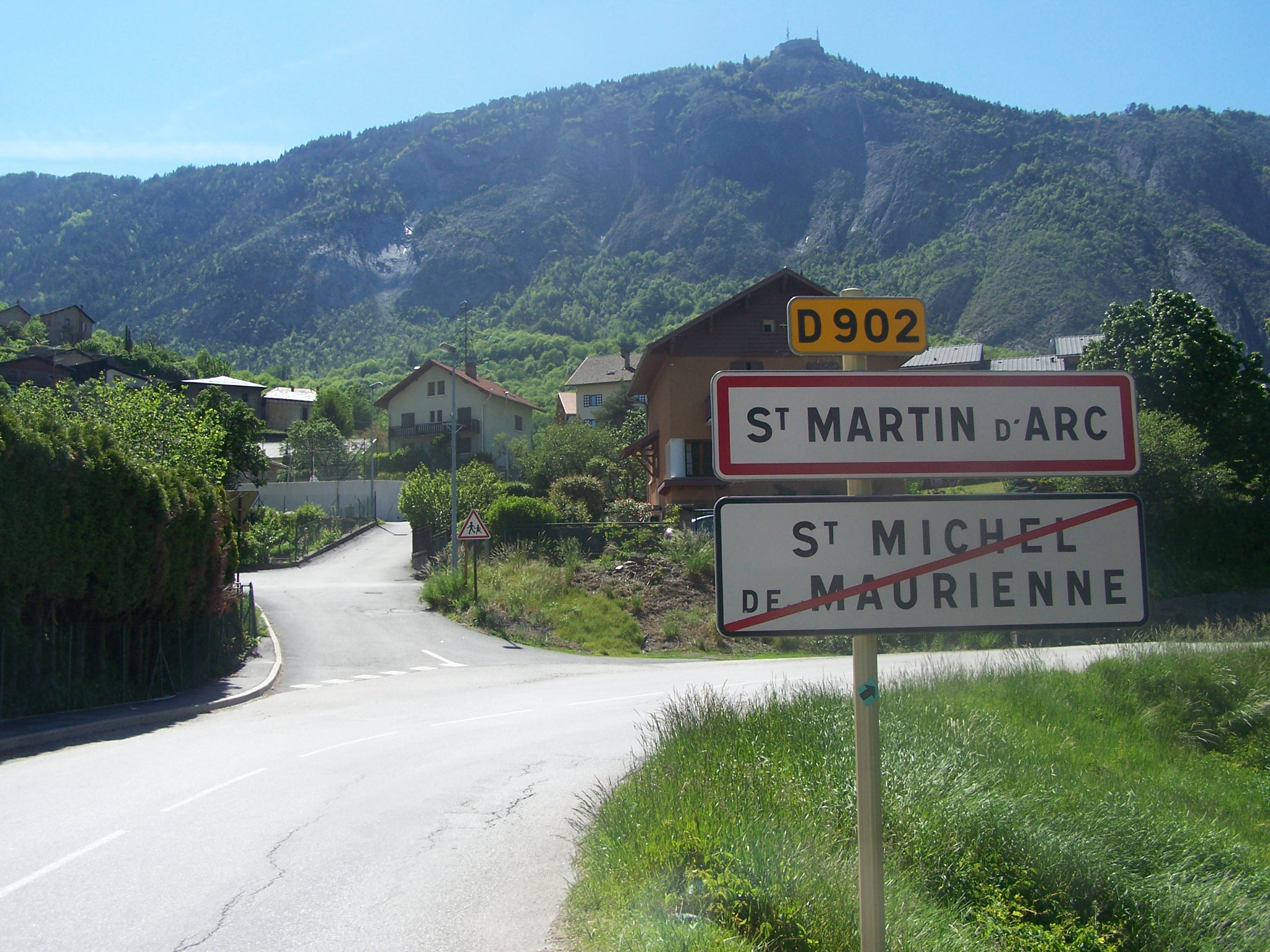

## Geografie
De oppervlakte van Saint-Martin-d'Arc bedraagt 4,9 km², de bevolkingsdichtheid is 73,3 inwoners per km².
De onderstaande kaart toont de ligging van Saint-Martin-d'Arc met de belangrijkste infrastructuur en aangrenzende gemeenten.

## Demografie
Onderstaande figuur toont het verloop van het inwonertal (bron: INSEE-tellingen).